# إليجاه وود
إليجاه وود (ولد في 28 يناير 1981) ممثل أمريكي، أشتهر بدور فرودو باغنز في ثلاثية سيد الخواتم التي أخرجها بيتر جاكسون، كما شارك وود في العديد من الأفلام مثل إشراقة أبدية للعقل الطاهر والأقدام المرحة وباريس، أحبك (فيلم) والعودة إلى المستقبل 2.

## أفلام
- 2015: صائد الساحرات الأخير.

- 2005: مدينة الخطيئة.

## روابط خارجية
- إليجاه وود على موقع IMDb (الإنجليزية)
- إليجاه وود على موقع روتن توميتوز (الإنجليزية)
- إليجاه وود على موقع مونزينجر (الألمانية)
- إليجاه وود على موقع ألو سيني (الفرنسية)
- إليجاه وود على موقع ميوزك برينز (الإنجليزية)
- إليجاه وود على موقع تيرنر كلاسيك موفيز (الإنجليزية)
- إليجاه وود على موقع أول موفي (الإنجليزية)
- إليجاه وود على موقع بوكس أوفيس موجو (الإنجليزية)
- إليجاه وود على موقع قاعدة بيانات برودواي على الإنترنت (الإنجليزية)
- إليجاه وود على موقع قاعدة بيانات الأفلام السويدية (السويدية)